# ماهی‌های سربه‌زیر
ماهی‌های سربه‌زیر (نام علمی: Chilodontidae) نام یک تیره از راسته تتراسانان است.